# Lista de singles número um na Billboard Hot 100 em 1964

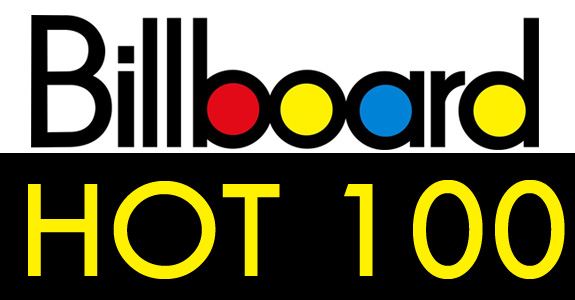

Estes são os hits número um de cada semana lista Hot 100 da revista Billboard em 1964.
Naquele ano, 11 artistas alcançaram sua primeira música número um, como The Beatles, Louis Armstrong, Mary Wells, The Dixie Cups, Peter e Gordon, The Beach Boys, The Supremes, The Animals, Manfred Mann, The Shangri-Las e Lorne Greene. Dean Martin, apesar de já ter atingido a música número um antes da criação do Hot 100, ganha sua primeira música número um na parada. Bobby Vinton, The Beatles e The Supremes são os únicos artistas a ter mais de uma música atingindo o número um naquele ano, onde os Beatles tiveram mais com seis.
| Data            | Musica                        | Artista(s)      | Ref.  |
| --------------- | ----------------------------- | --------------- | ----- |
| 4 de janeiro    | "There! I've Said It Again"   | Bobby Vinton    | [ 1 ] |
| 11 de janeiro   | "There! I've Said It Again"   | Bobby Vinton    | [ 2 ] |
| 18 de janeiro   | "There! I've Said It Again"   | Bobby Vinton    | [ 3 ] |
| 25 de janeiro   | "There! I've Said It Again"   | Bobby Vinton    | [ 4 ] |
| 1 de fevereiro  | "I Want To Hold Your Hand"    | The Beatles     | [ 5 ] |
| 8 de fevereiro  | "I Want To Hold Your Hand"    | The Beatles     |       |
| 15 de fevereiro | "I Want To Hold Your Hand"    | The Beatles     |       |
| 22 de fevereiro | "I Want To Hold Your Hand"    | The Beatles     |       |
| 29 de fevereiro | "I Want To Hold Your Hand"    | The Beatles     |       |
| 7 de março      | "I Want To Hold Your Hand"    | The Beatles     |       |
| 14 de março     | "I Want To Hold Your Hand"    | The Beatles     |       |
| 21 de março     | "She Loves You"               | The Beatles     |       |
| 28 de março     | "She Loves You"               | The Beatles     |       |
| 4 de abril      | "Can't Buy Me Love"           | The Beatles     |       |
| 11 de abril     | "Can't Buy Me Love"           | The Beatles     |       |
| 18 de abril     | "Can't Buy Me Love"           | The Beatles     |       |
| 25 de abril     | "Can't Buy Me Love"           | The Beatles     |       |
| 2 de maio       | "Can't Buy Me Love"           | The Beatles     |       |
| 9 de maio       | "Hello, Dolly!"               | Louis Armstrong |       |
| 16 de maio      | "My Guy"                      | Mary Wells      |       |
| 23 de maio      | "My Guy"                      | Mary Wells      |       |
| 30 de maio      | "Love Me Do"                  | The Beatles     |       |
| 6 de junho      | "Chapel of Love"              | The Dixie Cups  |       |
| 13 de junho     | "Chapel of Love"              | The Dixie Cups  |       |
| 20 de junho     | "Chapel of Love"              | The Dixie Cups  |       |
| 27 de junho     | "A World Without Love"        | Peter & Gordon  |       |
| 4 de julho      | "I Get Around"                | The Beach Boys  |       |
| 11 de julho     | "I Get Around"                | The Beach Boys  |       |
| 18 de julho     | "Rag Doll"                    | The 4 Seasons   |       |
| 25 de julho     | "Rag Doll"                    | The 4 Seasons   |       |
| 1 de agosto     | "A Hard Day's Night"          | The Beatles     |       |
| 8 de agosto     | "A Hard Day's Night"          | The Beatles     |       |
| 15 de agosto    | "Everybody Loves Somebody"    | Dean Martin     |       |
| 22 de agosto    | "Where Did Our Love Go"       | The Supremes    |       |
| 29 de agosto    | "Where Did Our Love Go"       | The Supremes    |       |
| 5 de setembro   | "The House Of The Rising Sun" | The Animals     |       |
| 12 de setembro  | "The House Of The Rising Sun" | The Animals     |       |
| 19 de setembro  | "The House Of The Rising Sun" | The Animals     |       |
| 26 de setembro  | "Oh, Pretty Woman"            | Roy Orbison     |       |
| 3 de outubro    | "Oh, Pretty Woman"            | Roy Orbison     |       |
| 10 de outubro   | "Oh, Pretty Woman"            | Roy Orbison     |       |
| 17 de outubro   | "Do Wah Diddy Diddy"          | Manfred Mann    |       |
| 24 de outubro   | "Do Wah Diddy Diddy"          | Manfred Mann    |       |
| 31 de outubro   | "Baby Love"                   | The Supremes    |       |
| 7 de novembro   | "Baby Love"                   | The Supremes    |       |
| 14 de novembro  | "Baby Love"                   | The Supremes    |       |
| 21 de novembro  | "Baby Love"                   | The Supremes    |       |
| 28 de novembro  | "Leader of the Pack"          | The Shangri-Las | [ 6 ] |
| 5 de dezembro   | "Ringo"                       | Lorne Greene    |       |
| 12 de dezembro  | "Mr. Lonely"                  | Bobby Vinton    |       |
| 19 de dezembro  | "Come See About Me"           | The Supremes    |       |
| 26 de dezembro  | "I Feel Fine"                 | The Beatles     |       |